# Риссе, Марсель
Марсе́ль Ри́ссе (нем. Marcel Risse; родился 17 декабря 1989 года, Кёльн, ФРГ) — немецкий футболист, правый полузащитник клуба «Виктория» из города Кёльн.

## Карьера
В Бундеслиге Риссе дебютировал 7 мая 2008 года в матче «Байера» против «Герты». Леверкузенцы проиграли матч со счётом 1:2, Марсель вышел на замену на 76-й минуте. В том сезоне сыграл ещё два матча, провёл на поле в общей сложности 95 минут. В сезоне 2008/09 на поле не появлялся, и в январе 2009 года был отдан в аренду в «Нюрнберг», с которым по окончании сезона вышел в Бундеслигу. За «Нюрнберг» в Бундеслиге Риссе дебютировал 8 августа 2009 года, в матче первого тура против «Шальке». Матч закончился победой гельзенкирхенцев со счётом 2:1.
13 июня 2013 года Риссе подписал трёхлетний контракт с «Кёльном».
В январе 2017 года Риссе продлил контракт с «Кёльном» до конца сезона 2021/22.